# Водени зумбул
Водени зумбул (Eichhornia crassipes) је водена биљка која припада породици понтедерија (pontederiaceae). Овај цвијет углавном успијева у спорим текућицама или стајаћим водама, гдје слободно плута или врло ријетко расте причвршћена за муљ. Њени листови су у облику розете, а у висину могу порасти од 20-50 центиметара. Сјајно зелене боје су, бубрежасти и кожасти. Цвјетови воденог зумбула су свијетлоплави или љубичасти, док највиша латица у центру има тачку жуте или наранџасте боје. Коријење је дугачко и тамне боје, готово црне, а у њему живе многобројне ситне водене животиње.

## Распрострањеност и смјештај
Водени зумбул је први пут виђен у Бразилу. Биљка је 1888. године увезена у Јужну Америку, гдје се користила као украсна биљка, а и данас се може наћи на подручју Флориде и Калифорније. Због врло атрактивних цвјетова и веома лаког узгоја, удомаћила се у многим тропским предјелима. Осим Јужне Америке, разнесена је по читавом свијету, тако да се данас може пронаћи и у Аустралији, Индији, Јапану и Африци. Брзо размножавање ове биљке у тропским крајевима, гдје нема природних непријатеља, може проузроковати проблеме, те се тамо сматра коровном врстом. Испод површине, умиру друге биљке због недостатка свјетлости, те одузимају кисеоник из воде и успоравају њено протицање што доводи до умирања других риба. Природни непријатељи воденог зумбула су Neochetina eichhorniae и N. bruchi. Сродна биљка јој је и азурно плави водени зумбул (Eichhornia azurea) који је такође, као и водени зумбул, познат као украсна биљка за вртна језера. У вртном језеру, водени зумбул најбоље успијева на пуном и јаком сунцу. У малим језерима без прихране често остаје без листова тако да га је потребно прихранити гнојивом за водене биљке. Идеална температура за цвјетање је 22-26 °C, а не подноси температуре испод 10-15 °C. Током зимског периода, водене зумбуле је потребно ставити у акваријум или канту да би преживјели, при температури 15-°C на освијетљено мјесто. Дубина воде би требало да износи барем 20 центиметара.

## Размножавање
Врло се лако размножава дијељењем сјемена и избојака, чак да једна може дати 300 избојака мјесечно, што може представити проблем. Због превеликог броја водених зумбула на површини воде, може онемогућити пролаз бродовима. На сувом сјеме и наком десет година задржава способност клијања.

## Коришћење
Водени зумбул, осим у акваријумима и вртним језерима, може расти и у посудама на сунчаном мјесту. Може се користити за прочишћавање воде. Такође у многим експериментима се доказало да ова биљка успјешно уклања арсен, цијанид и бакар из воде. Препарати ове биљке се такође могу користити у хомеопатији, а дијелови изнад воде се негдје користи и за исхрану људи.